# 큐리
큐리(居麗，본명: 이지현, 李智賢, 1986년 12월 12일 ~ )는 대한민국의 가수이자 배우이다. 걸 그룹 티아라의 리더이다.
케이블TV 채널 어린이TV에서 몇 편의 드라마에 출연하였으며, 스나이퍼사운드에서 여성 밴드 아이돌 그룹인 식스센스의 베이스로 데뷔하려다가 여러 이유로 코어콘텐츠미디어로 이적하였다. 이후 걸 그룹 티아라에 마지막으로 합류했고, 2013년 7월에는 리더가 되었다. 선덕여왕과 근초고왕에 출연하며 연기 활동도 했다.

## 학력
- 발산중학교 (졸업)
- 주엽고등학교 (졸업)
- 명지전문대학 연극영상과 (졸업)

## 출연

### 드라마
- 《선덕여왕》 (2009, MBC) - 영모 역
- 《자이언트》 (2010, SBS) - 특별출연, 걸그룹 바니걸스 멤버 역
- 《드라마 스페셜 - 남파 트레이더 김철수씨의 근황》 (2011, KBS) - 이경 역
- 《근초고왕》 (2011, KBS) - 여진공주 역
- 《달콤한 유혹 - 블랙 홀리데이》 (2015, 네이버 TV캐스트) - 큐리 역
- 《나쁜 기억 지우개》 (2024, MBN) - (특별출연)